# Spini, Hunedoara
Spini este un sat în comuna Turdaș din județul Hunedoara, Transilvania, România.

## Lăcașuri de cult

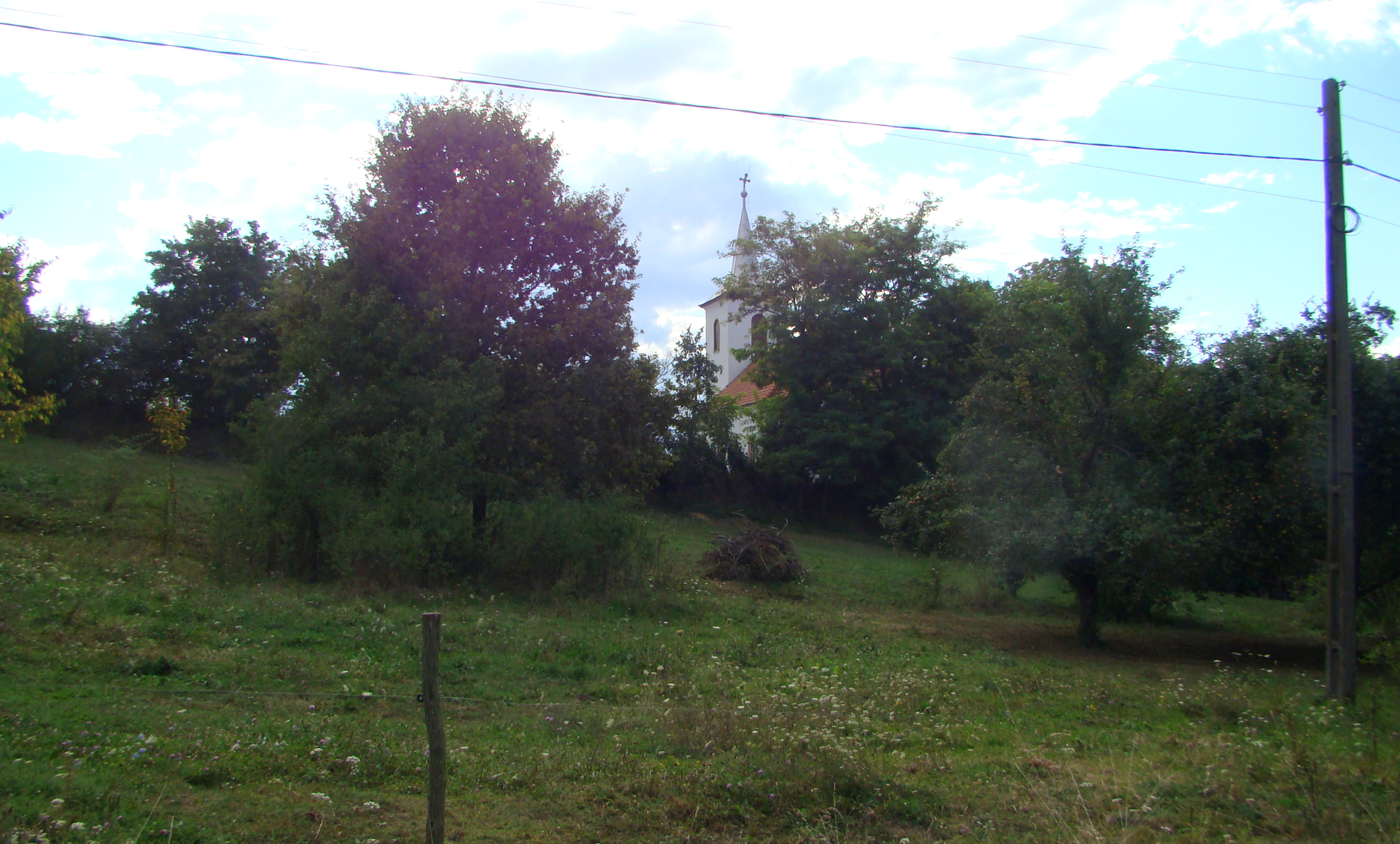
Biserica ortodoxă „Sfânta Treime” (1783)

Pe o colină, la marginea localității Spini, se înalță o biserică de piatră de plan dreptunghiular, cu hramul „Sfânta Treime”, ridicată, potrivit tradiției, pe timpul împărătesei Maria Tereza (1740-1780); anul 1783, înscris pe întâiul clopot al bisericii, întărește această datare. Lăcașul figurează în tabelele conscripției din anii 1829-1831.
În faza sa inițială, edificiul era prevăzut cu un turn-clopotniță masiv, cu două foișoare deschise suprapuse și o fleșă zveltă; zidurile groase și scunde erau consolidate prin mai mulți contraforți. În 1925, în timpul păstoririi preotului Ioan Văidean, lăcașul a fost supus unui vast șantier de renovare, care a presupus nu doar supraînălțarea clopotniței și a pereților, ci și alungirea spre răsărit a navei, însoțită de adosarea actualului altar pentagonal decroșat; cu același prilej, țigla a luat locul șiței. Alte reparații au avut loc în anii 1970 (însoțită de pictarea interiorului) și 1995; sfințirea s-a făcut în 1970. Accesul se face prin două uși, amplasate pe laturile de nord ale turnului și ale naosului.
Anterior, obștea localității fusese deservită liturgic de un alt lăcaș de cult, menționat de conscripțiile anilor 1773, 1750 și 1761-1762 – harta iosefină a Transilvaniei (1769-1773) îl omite –, ridicat în vechea vatră a satului, în locul numit „Grădinile Mari”. 
Până în 1948, lăcașul actual a deservit liturgic obștea locală unită. Credincioșii ortodocși, afiliați la parohia Turdaș, au întrebuințat între anii 1940 și 1948, pe post de capele, două locuințe particulare.

## Imagini

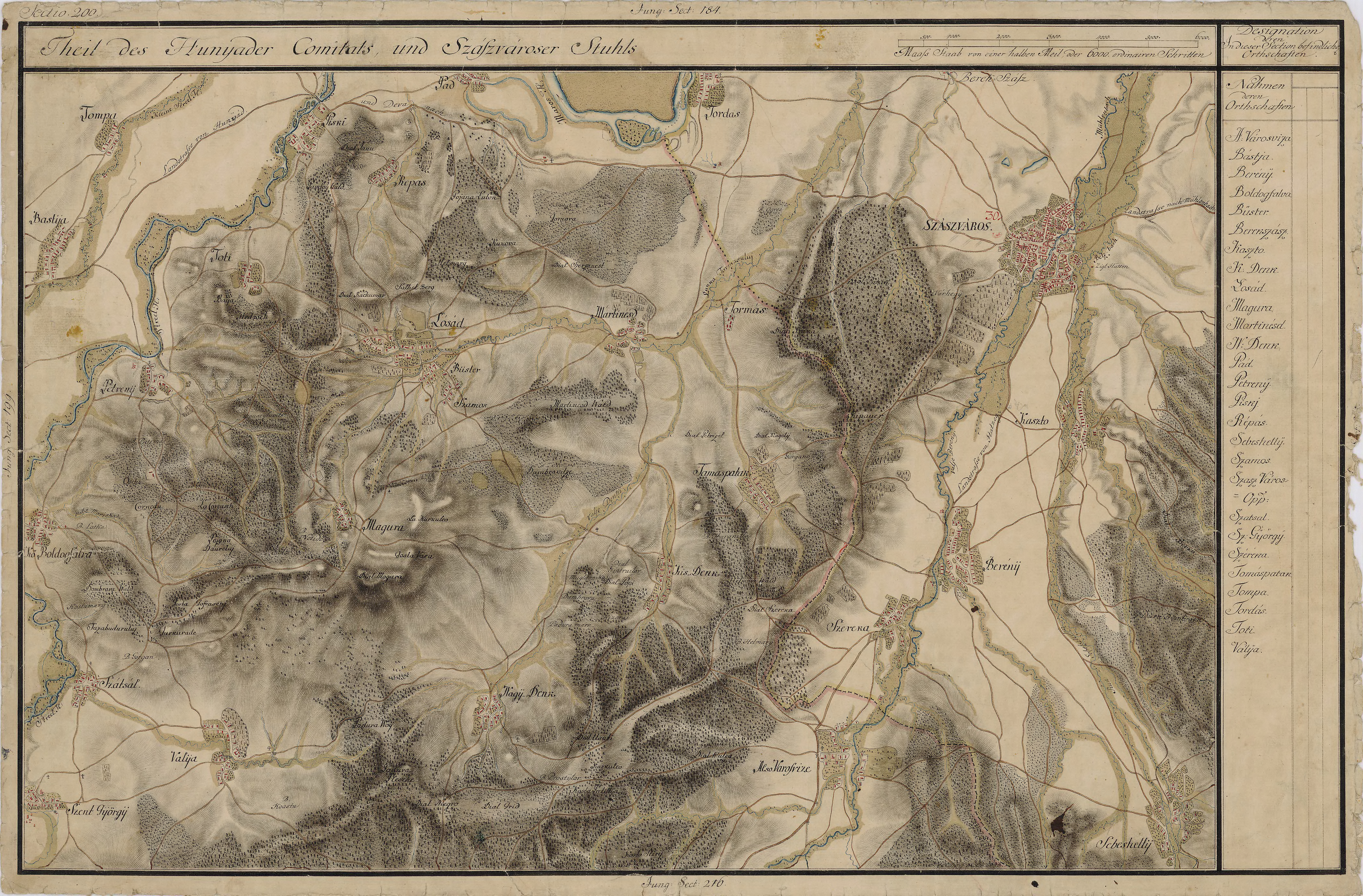
Spini în Harta Iosefină a Transilvaniei, 1769-1773
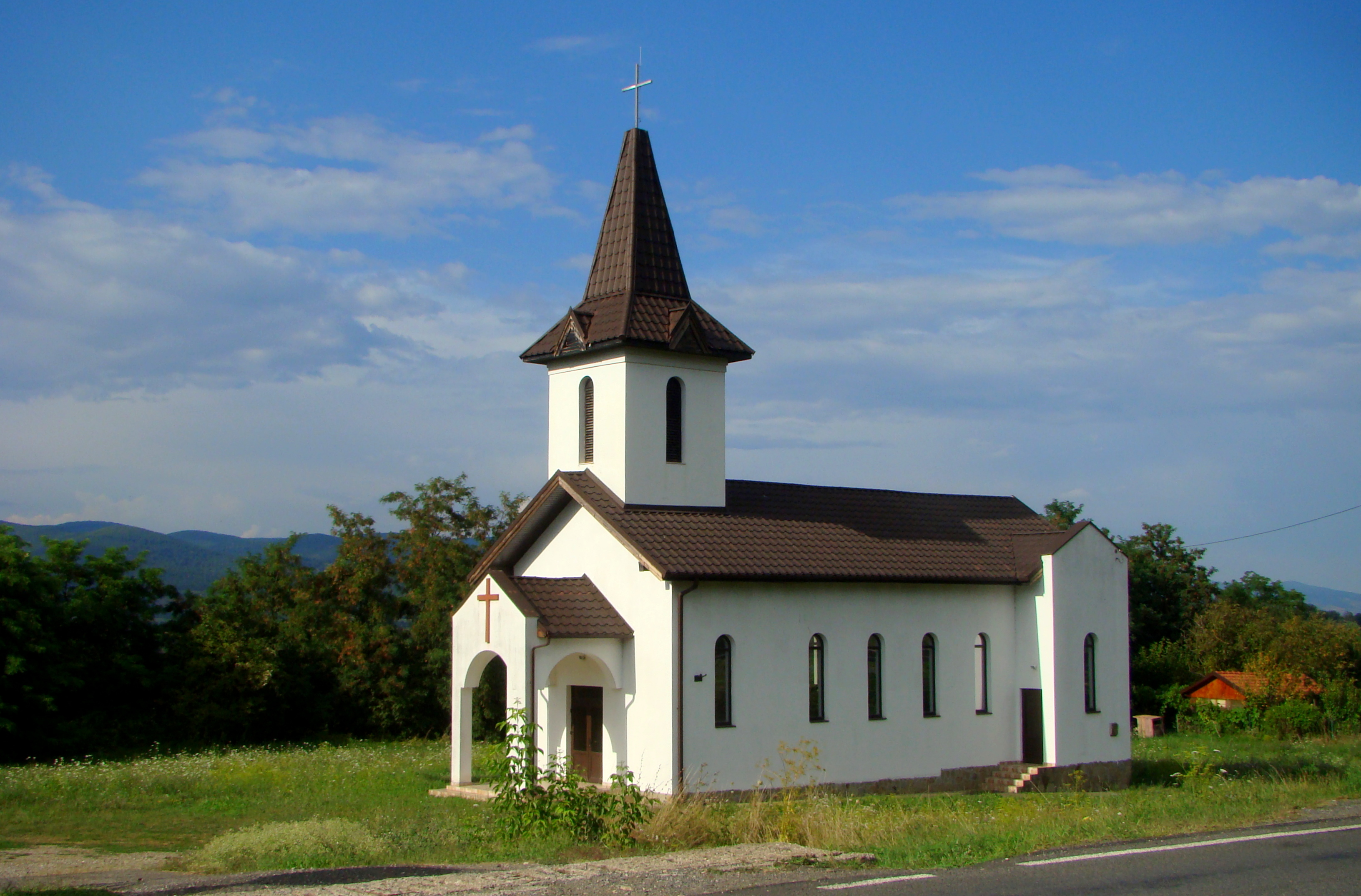
Biserica greco-catolică „Nașterea Maicii Domnului”
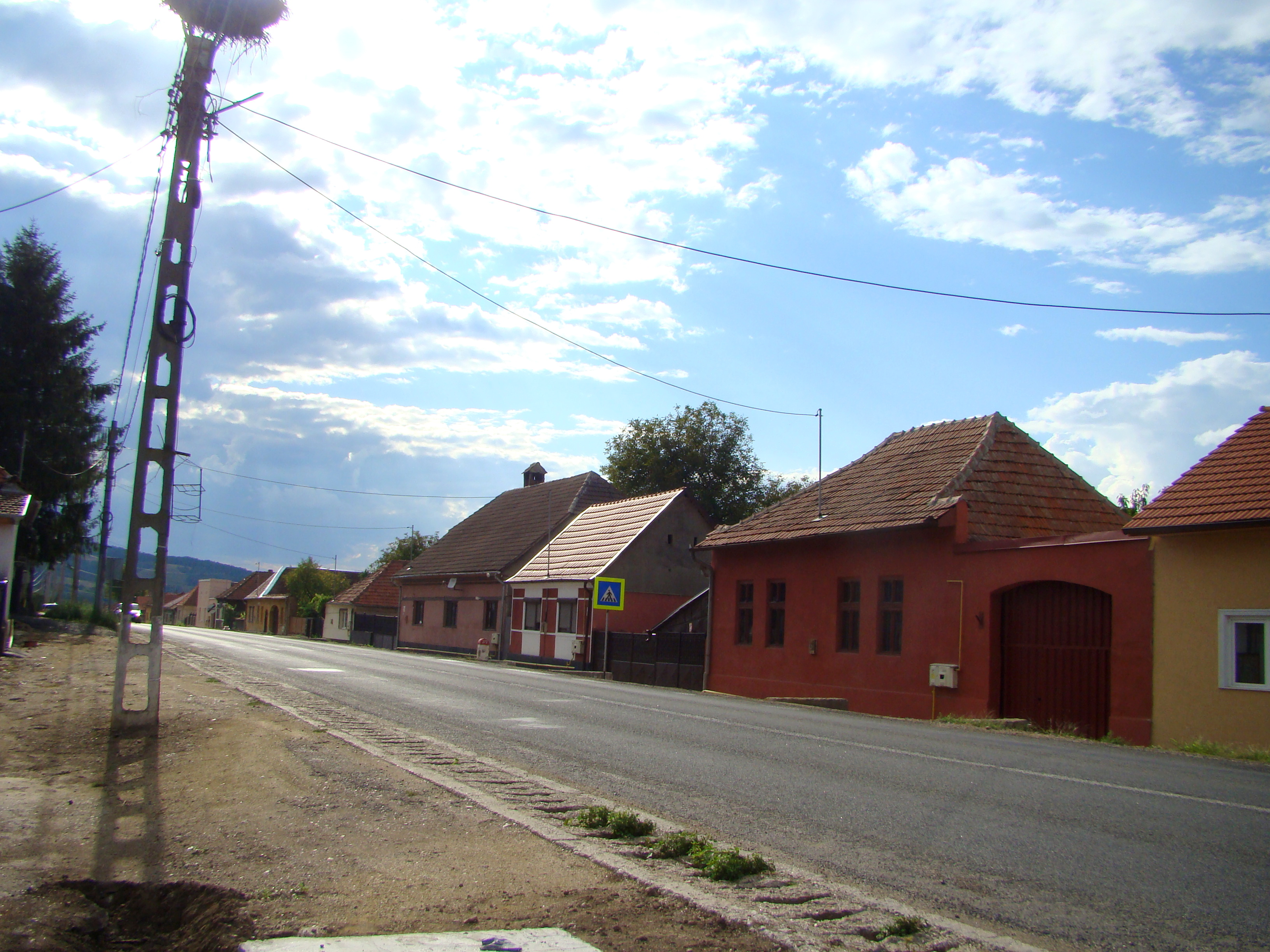
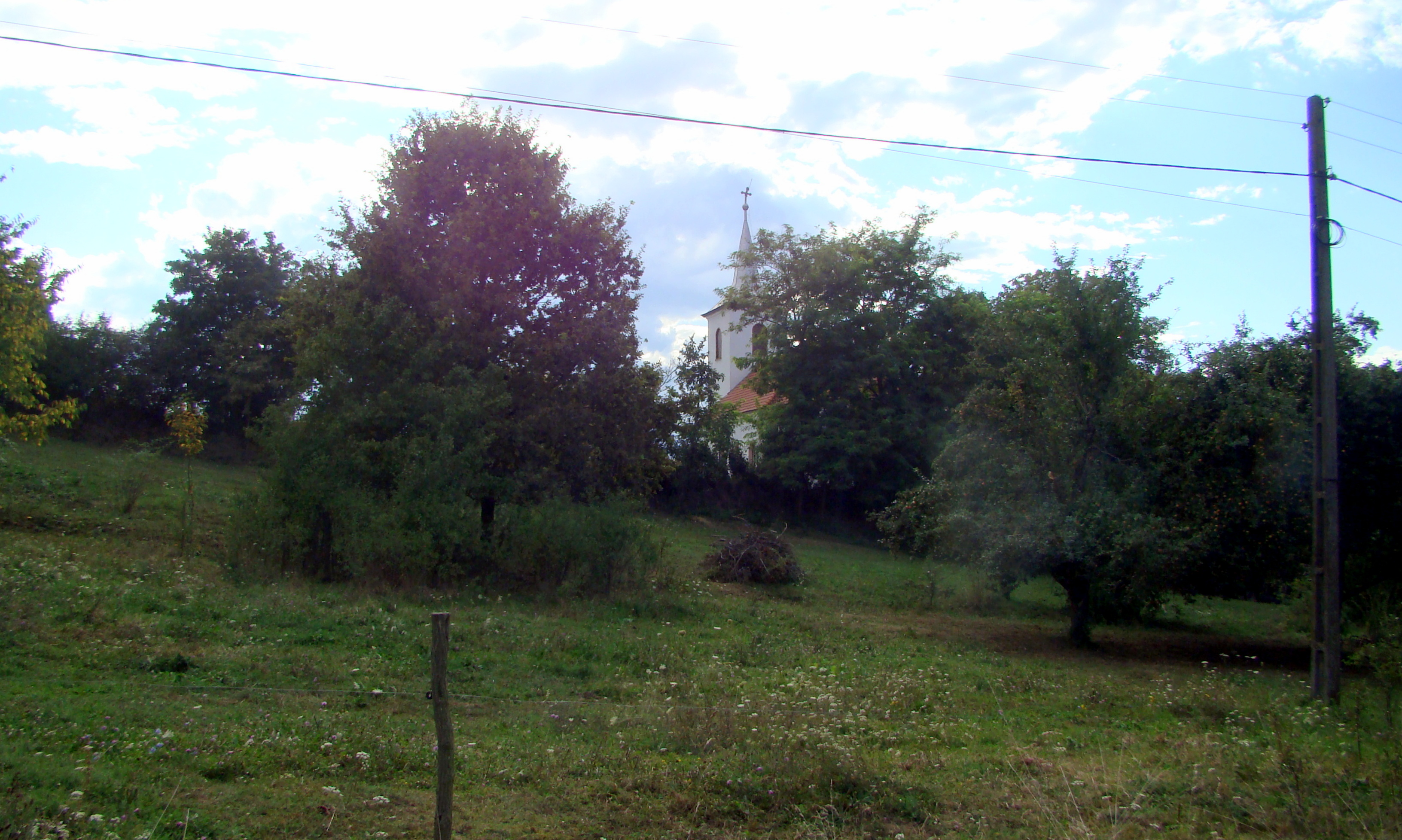
Biserica ortodoxă „Sfânta Treime” (1783)